# Gonçalo de Almeida Ribeiro
Gonçalo Manoel de Vilhena de Almeida Ribeiro (Lisboa, 26 de Dezembro de 1983) é um jurista, professor e magistrado português, actual Juiz Conselheiro do Tribunal Constitucional.

## Família
Filho de Manuel Jorge Mayer de Almeida Ribeiro (6 de Novembro de 1955), professor aposentado do Instituto de Ciências Sociais e Políticas da Universidade de Lisboa, e de sua mulher Luísa Maria Manoel de Vilhena Dias de Freitas (14 de Abril de 1959), filha do 4.º Conde de Azarujinha e de sua mulher a 2.ª Duquesa da Terceira com Honras de Parente, Representante do Título de Marquesa de Vila Flor e 10.ª Condessa de Vila Flor de juro e herdade e 3.ª Condessa de Alpedrinha, e irmão de Tomás Manoel de Vilhena de Almeida Ribeiro, advogado e sócio da PLMJ.

## Carreira
Gonçalo de Almeida Ribeiro é Licenciado em Direito, desde 2006, pela Faculdade de Direito da Universidade Nova de Lisboa, tendo obtido a classificação de 20 valores e o prémio de melhor aluno do seu curso.[carece de fontes?]
Concluiu o Mestrado (LL.M.) e o Doutoramento em Direito na Harvard Law School da Universidade de Harvard, respectivamente em 2007 e 2012. Recebeu em 2013 o Prémio Mancini pela sua dissertação de doutoramento, intitulada The Decline of Private Law, publicada pela Hart Publishing como monografia em 2019 e traduzida para espanhol em 2024. 
1. ↑  Diário de Notícias (21 de Julho de 2016). «Quem são os novos juízes do Tribunal Constitucional»
2. ↑  bloomsbury.com. «The Decline of Private Law». Bloomsbury (em inglês). Consultado em 16 de agosto de 2025. Cópia arquivada em 14 de junho de 2022
3. ↑  «El ocaso del derecho privado». ediciones.uniandes.edu.co (em espanhol). Consultado em 16 de agosto de 2025

Actualmente é Professor Associado na Escola de Lisboa da Faculdade de Direito da Universidade Católica Portuguesa.
É sócio do Sport Lisboa e Benfica desde Dezembro de 2000, com o n.º 35182.

## Tribunal Constitucional
Em 20 de Julho de 2016, Gonçalo Almeida Ribeiro foi eleito Juiz Conselheiro do Tribunal Constitucional pela Assembleia da República por maioria qualificada (superior a 2/3 dos votos), conforme previsto pela Constituição, tendo a votação secreta registado 162 votos a favor, 43 votos brancos e 16 votos nulos.
Em 22 de Julho de 2016, no Palácio de Belém, foi-lhe conferida a posse pelo Presidente da República Marcelo Rebelo de Sousa como Juiz Conselheiro do Tribunal Constitucional para um mandato de 9 anos. Em 2023, foi eleito vice-presidente do Tribunal Constitucional.